# Lista statelor lumii

La ora actuală în lume există 195 de state suverane și independente – 193 de state membre ale Organizației Națiunilor Unite plus Vatican și Palestina care sunt observatori permanenți la Națiunile Unite.
De asemenea, alte două entități de facto – Kosovo și Taiwan – sunt recunoscute ca state suverane și independente fiecare de circa ¼ din statele lumii.

## Nu sunt state suverane și independente
- componente ale statelor suverane și independente, chiar dacă legal sunt la rândul lor state suverane (de exemplu Bavaria, California) sau entități suverane (de exemplu Muntele Atos). Vezi și Federație.
- componente ale statelor suverane și independente, chiar dacă legal și/sau tradițional sunt țări (de exemplu Scoția, Țara Galilor).
- regiuni componente ale statelor suverane și independente care se bucură de autonomie legislativă (de exemplu Alsacia, Catalonia) sau locală (de exemplu Găgăuzia).
- entități care au statut de teritorii dependente (legal nu sunt componente) ale statelor suverane și independente (de exemplu Groenlanda, Gibraltar, Insula Man, Polinezia franceză). În general, acestea se bucură de o largă autonomie internă și externă (de exemplu cele patru entități menționate mai sus nu fac parte din Uniunea Europeană, chiar dacă statele de care ele depind – Danemarca, Marea Britanie, respectiv Franța – fac parte). Vezi Lista teritoriilor dependente.
- teritorii, regiuni sau state care și-au declarat unilateral independența fără a fi recunoscute (de exemplu Transnistria, Somaliland, Cecenia), sau recunoscute de un stat implicat în conflict (de exemplu Ciprul de Nord, Abhazia, Osetia de Sud, recunoscute respectiv doar de Turcia sau Rusia). Vezi Lista mișcărilor separatiste.
- teritorii pretinse independente de mișcări separatiste (de exemplu Țara Bascilor, Tamil Ilam, Ținutul Secuiesc). Vezi Lista mișcărilor separatiste.
- entități tolerate drept amuzament (de exemplu Sealand). Vezi și Entități stranii.
- Kosovo, regiune autonomă a Serbiei, condusă de un guvern propriu, recunoscută drept independentă de unele (50 de) state.
- Taiwan, provincie a Chinei condusă sub numele Republica China de guvernul care a pierdut războiul civil soldat cu proclamarea în 1949 a Republicii Populare Chineze. Deși majoritatea statelor lumii recunosc guvernul R. P. Chineze drept guvern al Chinei, unele (23 de) state recunosc guvernul R. China.
- Sahara de Vest, teritoriu controlat de Maroc, dar recunoscut ca independent de unele (49 de) state.
- Statul Palestina, proclamat de Organizația de Eliberare a Palestinei, practic inoperant, al cărui teritoriu revendicat se află în prezent sub control divizat între armata Israelului și Autoritatea Națională Palestineană proclamată la rândul ei Statul Palestina, (acțiune nerecunoscută de Israel), dar recunoscut ca independent de unele (135 de) state.

### Recunoașterea reciprocă
Statele lumii, cu foarte puține excepții, se recunosc între ele drept state suverane și independente și întrețin relații diplomatice. Printre excepțiile notorii se numără:
- Armenia nu este recunoscută de Pakistan din cauza suportului pentru Azerbaidjan în conflictul din Nagorno-Karabah
- Republica Populară Chineză nu este recunoscută ca guvern legal al Chinei de cele 22 state membre ale Națiunilor Unite care recunosc Republica China drept guvern legal și de Vatican
- Ciprul nu este recunoscut de Turcia și Ciprul de Nord
- Coreea de Nord nu este recunoscută de Coreea de Sud și Japonia
- Coreea de Sud nu este recunoscută de Coreea de Nord
- Israelul nu este recunoscut de 21 de state membre ale Națiunilor Unite și de Republica Arabă Democrată Saharawi
- Macedonia participă în comunitatea internațională sub numele Fosta Republică Iugoslavă a Macedoniei sau FRIAM (FYROM în limba engleză), impus de Grecia

### Lista statelor lumii
| Nume scurt și oficial                                                  | Stemă și heraldică | Membru în cadrul Sistemului ONU                                                                          | Suveranitate disputată                                                                                           | Informații suplimentare cu privire la statutul și recunoașterea suveranității |  |
| ---------------------------------------------------------------------- | ------------------ | --- | --- | --- |  |
| Afganistan - Emiratul Islamic al Afghanistanului                       |                    | Membru ONU                                                                                               | Nu | Capitala: Kabul Afganistan este divizat în 34 provincii (velayat). (Badakhshan, Badghis, Baghlan, Balkh, Bamyan, Daykundi, Farah, Faryab, Ghazni, Ghur, Helmand, Herat, Jowzjan, Kabul, Kandahar, Kapisa, Khost, Kunar, Kunduz, Laghman, Logar, Maidan Wardak, Nangarhar, Nimruz, Nuristan, Paktia, Paktika, Panjșir, Parwan, Samangan, Sar-e Pol, Takhar, Urozgan, Zabul) |  |
| Africa de Sud - Republica Africa de Sud                                |                    | Membru ONU                                                                                               | Nu | Africa de Sud face parte din Commonwealth Capitale: Cape Town (legislativă) Pretoria (administrativă) Bloemfontein (judiciară) Republica Africa de Sud este divizată în 9 provincii. (Eastern Cape, Free State, Gauteng, KwaZulu-Natal, Limpopo, Mpumalanga, North West, Northern Cape, Western Cape) Teritoriu anexat Insulele Prințul Eduard (Marion și Prințul Eduard) din Oceanul Indian |  |
| Albania - Republica Albania                                            |                    | Membru ONU                                                                                               | Nu | Capitala: Tirana Albania este divizată la nivel local în 12 regiuni (qarqe) ( Berat, Dibër, Durrës, Elbasan, Fier, Gjirokastër, Korçë, Kukës, Lezhë, Shkodër, Tirana, Vlorë) |  |
| Algeria - Republica Algeriană Democratică și Populară                  |                    | Membru ONU                                                                                               | Nu | Capitala: Alger Algeria este divizată în 48 provincii (wilayat). (Adrar, Aïn Defla, Aïn Témouchent, Alger, Annaba, Batna, Béchar, Béjaïa, Biskra, Blida, Bordj Bou Arréridj, Bouira, Boumerdès, Chlef, Constantina, Djelfa, El Bayadh, El Oued, El Tarf, Ghardaïa, Guelma, Illizi, Jijel, Khenchela, Laghouat, Mascara, Médéa, Mila, Mostaganem, M'Sila, Naâma, Oran, Ouargla, Oum El Bouaghi, Relizane, Saïda, Sétif, Sidi Bel Abbès, Skikda, Souk Ahras, Tamanrasset, Tébessa, Tiaret, Tindouf, Tipaza, Tissemsilt, Tizi Ouzou, Tlemcen). |  |
| Andorra - Principatul Andorra                                          |                    | Membru ONU                                                                                               | Nu | Rolul de monarh este exercitat împreună de doi co-principi, episcopul de Urgell, (țara făcând parte din dioceza de Urgell) și președintele Franței. Capitala: Andorra la Vella Andorra este divizată la nivel local în 7 parohii (parròquies). ( Andorra la Vella, Canillo, Encamp, Escaldes-Engordany, La Massana, Ordino, Sant Julià de Lòria) |  |
| Angola: Republica Angola                                               |                    | Membru ONU                                                                                               | Nu | Capitala: Luanda Angola este formată din 18 provincii (províncias). (Bengo, Benguela, Bié, Cuando Cubango, Cuanza Norte, Cuanza Sul, Cabinda, Cunene, Huambo, Huíla, Luanda, Lunda Norte, Lunda Sul, Malanje, Moxico, Namibe, Uíge, Zaire) |  |
| Antigua și Barbuda1                                                    |                    | Membru ONU                                                                                               | Nu | Antigua și Barbuda face parte din Commonwealth. Capitala: St. John's Are în componența sa 6 parishes (parohii) (Parohia Saint George, Parohia Saint John, Parohia Saint Mary, Parohia Saint Paul, Parohia Saint Peter, Parohia Saint Philip) și 2 depedențe (Barbuda și Redonda). Dependința Barbuda constitue o regiune autonomă. |  |
| Arabia Saudită - Regatul Arabiei Saudite                               |                    | Membru ONU                                                                                               | Nu | Capitala: Riad Regatul este format din 13 regiuni (manațiq). (Al Bahah, Al Hudud ash Shamaliyah, Al Jawf, Medina, Al-Qassim, Riad, Ash Sharqiyah, 'Asir, Ha'il, Jizan, Mecca, Najran, Tabuk) |  |
| Argentina2: Republica Argentina                                        |                    | Membru ONU                                                                                               | Nu | Capitala: Buenos Aires Argentina este o federație cu 23 de provincii ( Buenos Aires, Catamarca, Chaco, Chubut, Córdoba, Corrientes, Entre Ríos, Formosa, Jujuy, La Pampa, La Rioja, Mendoza, Misiones, Neuquén, Río Negro, Salta, San Juan, San Luis, Santa Cruz, Santa Fe, Santiago del Estero, Tucumán, Țara de Foc, Antarctica și Insulele din Atlanticul de Sud) și un oraș autonom Buenos Aires. Teritoriu revendicat Zona Antarctică Argentiniană. |  |
| Armenia: Republica Armenia                                             |                    | Membru ONU                                                                                               | Nu este recunoscută de Pakistan                                                                                  | Capitala: Erevan Armenia este împărțită teritorial în 11 provincii (Aragatsotn, Ararat, Armavir, Gegharkunik, Kotayk, Lori, Shirak, Syunik, Tavush, Vayots Dzor. Oraș cu statul special: Erevan. |  |
| Australia2 - Comunitatea Australiană                                   |                    | Membru ONU                                                                                               | Nu | Australia face parte din Commonwealth Capitala: Canberra Australia este o federație cu 6 state ( Noul Wales de Sud, Australia de Sud, Tasmania, Queensland, Victoria, Australia de Vest) și 2 teritorii ( Australian Capital Territory și Teritoriul de Nord. Teritoriul Jarvis Bay are un statut special. Teritoriile externe și asociate la nivel federal ale Australiei sunt: ( Insulele Ashmore și Cartier, Zona Antarctică Australiană, Insula Crăciunului, Insulele Cocos, Insulele Mării de Coral cu Insula Willis, Insula Heard și Insulele McDonald, Insula Norfolk). Teritoriile dependente și cu statul special la nivel statal sunt: ( Insula Lord Howe în cadrul statului Noul Wales de Sud, Insula Macquarie în cadrul statului Tasmania, Insulele Strâmtorii Torres în cadrul statului Queensland). |  |
| Austria2 - Republica Austria                                           |                    | Membru ONU                                                                                               | Nu | Membru al UE. Capitala: Viena Austria este o federație cu 9 state (Bundesländer) ( Burgenland, Carintia, Austria Inferioară, Salzburg, Stiria, Tirol, Austria Superioară, Viena, Vorarlberg) |  |
| Azerbaidjan1 - Republica Azerbaidjan                                   |                    | Membru ONU                                                                                               | Nu | Capitala: Baku Azerbaidjan este împărțit teritorial în 59 de districte plus 11 din Nagorno-Karabah (Absheron, Ağcabədi, Ağdam, Ağdaș, Agstafa, Agsu, Astara, Balakan, Barda, Beylagan, Bilasuvar, Djabrayil, Djalilabad, Dașkasan, Șabran, Fuzuli, Gadabay, Goranboy, Göyçay, Hajigabul, İmișli, İsmayıllı, Kalbadjar, Kurdamir, Lachin, Lankaran, Lerik, Masallı, Neftçala, Oguz, Gabala, Qax, Qazax, Qobustan, Quba, Qubadlı, Qusar, Saatlî, Sabirabad, Șaki, Salyan, Șamahî, Șəmkir, Samuk, Siyazan, Șușa, Tartar, Tovuz, Ujar, Hacimaz, Göygöl, Xızı, Hodjalî, Hodjavend, Yardımlı, Ievlah, Zanghilan, Zaqatala, Zardab), 11 orașe plus capitala Republicii Nagorno-Karabah (Șirvan, Baku, Gandja, Lankaran, Mingacevir, Naftalan, Neftçala, Șaki, Sumqayıt, Șușa, Stepanakert, Ievlah) și o republică autonomă care la rândul ei este împărțită în 7 districte (Babek, Djulfa, Kangarli, Ordubad, Sədərək, Șahbuz, Șarur) și un oraș (Naxcivan). În Nagorno-Karabah a fost creat un stat de facto Republica Nagorno-Karabah. |  |
| Bahamas - Comunitatea Bahamas                                          |                    | Membru ONU                                                                                               | Nu | Bahamas face parte din Commonwealth. Capitala: Nassau Are în componența sa 23 districte (Acklins, Insulele Berry, Bimini, Black Point, Insula Cat, Central Abaco, Central Andros, Central Eleuthera, Freeport, Insulele Crooked, East Grand Bahama, Exuma, Grand Cay, Green Turtle Cay, Insula Harbour, Hope Town, Inagua, Insula Long, Mangrove Cay, Mayaguana, Insula lui Moore, North Abaco, North Andros, North Eleuthera, Insula Ragged, Rum Cay, Insula San Salvador, South Abaco, South Andros, South Eleuthera, Spanish Wells, West Grand Bahama). |  |
| Bahrain - Regatul Bahrain                                              |                    | Membru ONU                                                                                               | Nu | Capitala: Manama Regatul e format din 4 guvernorate (Guvernoratul Capitalei, Guvernoratul Muharraq, Guvernoratul de Nord, Governoratul de Sud). |  |
| Bangladesh - Republica Populară Bangladesh                             |                    | Membru ONU                                                                                               | Nu | Bangladesh face parte din Commonwealth Capitala: Dacca Statul e format din 8 districte (bibhag) (Barisal, Chittagong, Dhaka, Khulna, Mymensingh, Rajshahi, Rangpur, Sylhet) |  |
| Barbados                                                               |                    | Membru ONU                                                                                               | Nu | Barbados face parte din Commonwealth. Capitala: Bridgetown Este format din 11 parohii (Christ Church, Saint Andrew, Saint George, Saint James, Saint John, Saint Joseph, Saint Lucy, Saint Michael, Saint Peter, Saint Philip, Saint Thomas). |  |
| Belarus - Republica Belarus                                            |                    | Membru ONU                                                                                               | Nu | Capitala: Minsk Belarus este divizat în 7 regiuni ( Minsk, Regiunea Brest, Regiunea Gomel, Regiunea Hrodna, Regiunea Minsk, Regiunea Moghilău, Regiunea Vițebsk) |  |
| Belgia2 - Regatul Belgiei                                              |                    | Membru ONU                                                                                               | Nu | Membru al UE. Capitala: Bruxelles Belgia este divizată în 3 comunități lingvistice ( Comunitatea flamandă, Comunitatea franceză, Comunitatea germanofonă) și 10 regiuni ( Regiunea Capitalei Bruxelles, Anvers, Flandra de Est, Brabantul Flamand, Limburg, Flandra de Vest, Hainaut, Liège, Luxemburg, Namur, Brabantul Valon). |  |
| Belize                                                                 |                    | Membru ONU                                                                                               | Nu | Belize face parte din Commonwealth. Capitala: Belmopan Este divizat în 6 districte (Districtul Belize, Districtul Cayo, Districtul Corozal, Districtul Orange Walk, Districtul Stann Creek, Districtul Toledo). |  |
| Benin3 - Republica Benin                                               |                    | Membru ONU                                                                                               | Nu | Capitala: Porto Novo Benin are în componența sa 12 departamente (Alibori, Atakora, Atlantique, Borgou, Collines, Donga, Kouffo, Littoral, Mono, Ouémé, Plateau, Zou). |  |
| Bhutan - Regatul Bhutan                                                |                    | Membru ONU                                                                                               | Nu | Capitala: Thimphu Bhutan este divizat în 20 de districte (Bhumthang, Chukha, Dagana, Gasa, Haa, Lhuntse, Mongar, Paro, Pemagatshel, Punakha, Samdrup Jongkhar, Samtse, Sarpang, Thimphu, Trashigang, Trashiyangtse, Trongsa, Tsirang, Wangdue Phodrang, Zhemgang) |  |
| Birmania4 - Republica Uniunii Myanmar                                  |                    | Membru ONU                                                                                               | Nu | Capitala: Naypyidaw Statul este împărțit 7 state ( Statul Chin, Statul Kachin, Statul Kayah, Statul Kayin, Statul Mon, Statul Rakhine, Statul Shan), 7 regiuni (Regiunea Ayeyarwady, Regiunea Bago, Regiunea Magway, Regiunea Mandalay, Regiunea Sagaing, Regiunea Tanintharyi, Regiunea Yangon), 5 zone cu administrare proprie (Danu, Kokang, Naga, Pa Laung, Pa'O), o diviziune cu auto determinare (Wa), și un teritoriu unit ( Teritoriul Unit Naypyidaw) numite diviziuni. |  |
| Bolivia - Statul Plurinațional al Boliviei                             |                    | Membru ONU                                                                                               | Nu | Capitale: Sucre (constituțională) · La Paz (administrativă) Statul este împărțit în 9 departamente ( Beni, Chuquisaca, Cochabamba, La Paz, Oruro, Pando, Potosí, Santa Cruz, Tarija). |  |
| Bosnia și Herțegovina2                                                 |                    | Membru ONU                                                                                               | Nu | Capitala Sarajevo Bosnia și Herțegovina este o federație formată din 2 unități constituente: 1. Federația Bosniei și Herțegovinei (divizată în 10 cantoane) (Una-Sana, Posavina, Tuzla, Zenica-Doboj, Podrinje Bosniac, Bosnia Centrală, Herțegovina-Neretva, Herțegovina de Vest, Sarajevo, 10), Republika Srpska, divizată în 64 de entități și o unitate administrativă autonomă Districtul Brčko. |  |
| Botswana - Republica Botswana                                          |                    | Membru ONU                                                                                               | Nu | Botswana face parte din Commonwealth Capitala Gaborone Botswana are 10 districte (Districtul Central, Districtul Chobe, Ghanzi, Districtul Kgalagadi, Districtul Kgatleng, Districtul Kweneng, Districtul North-East, Districtul North-West, Districtul South-East, Districtul Southern). |  |
| Brazilia2 - Republica Federativă a Braziliei                           |                    | Membru ONU                                                                                               | Nu | Capitala Brasília Brazilia este o federație formată din 26 de state ( Acre, Alagoas, Amapá, Amazonas, Bahia, Ceará, Espírito Santo, Goiás, Maranhão, Mato Grosso, Mato Grosso do Sul, Minas Gerais, Pará, Paraíba, Paraná, Pernambuco, Piauí, Rio de Janeiro, Rio Grande do Norte, Rio Grande do Sul, Rondônia, Roraima, Santa Catarina, São Paulo, Sergipe, Tocantins) și 1 district federal (Districtul Federal (Brazilia)). Territoriu revendicat informal Zona Antarctică Braziliană |  |
| Brunei - Statul Brunei Darussalam                                      |                    | Membru ONU                                                                                               | Nu | Brunei face parte din Commonwealth Capitala Bandar Seri Begawan Statul are în componența sa 4 districte (Districtul Belait, Districtul Brunei-Muara, Districtul Temburong, Districtul Tutong). |  |
| Bulgaria - Republica Bulgaria                                          |                    | Membru ONU                                                                                               | Nu | Membru al UE. Capitala Sofia Bulgaria are în componența sa 28 de regiuni (Regiunea Blagoevgrad, Regiunea Burgas, Regiunea Dobrici, Regiunea Gabrovo, Regiunea Haskovo, Regiunea Kărdjali, Regiunea Kiustendil, Regiunea Loveci, Regiunea Montana, Regiunea Pazardjik, Regiunea Pernik, Regiunea Plevna, Regiunea Plovdiv, Regiunea Razgrad, Regiunea Ruse, Regiunea Șumen, Regiunea Silistra, Regiunea Sliven, Regiunea Smolean, Regiunea Sofia-capitala, Regiunea Sofia, Regiunea Stara Zagora, Regiunea Tărgoviște, Regiunea Varna, Regiunea Veliko Tărnovo, Regiunea Vidin, Regiunea Vrața, Regiunea Iambol). |  |
| Burkina Faso3                                                          |                    | Membru ONU                                                                                               | Nu | Capitala Ouagadougou Burkina Faso are în componența sa 13 regiuni (Regiunea Boucle du Mouhoun, Regiunea Cascades, Regiunea Centre, Regiunea Centre-Est, Regiunea Centre-Nord, Regiunea Centre-Ouest, Regiunea Centre-Sud, Regiunea Est, Regiunea Hauts-Bassins, Regiunea Nord, Regiunea Plateau-Central, Regiunea Sahel, Regiunea Sud-Ouest). |  |
| Burundi - Republica Burundi                                            |                    | Membru ONU                                                                                               | Nu | Capitala Bujumbura Statul Burundi este divizat în 17 provincii (Provincia Bubanza, Provincia Bujumbura Mairie, Provincia Bujumbura Rurală, Provincia Bururi, Provincia Cankuzo, Provincia Cibitoke, Provincia Gitega, Provincia Karuzi, Provincia Kayanza, Provincia Kirundo, Provincia Makamba, Provincia Muramvya, Provincia Muyinga, Provincia Mwaro, Provincia Ngozi, Provincia Rutana, Provincia Ruyigi). |  |
| Cambodgia - Regatul Cambodgiei                                         |                    | Membru ONU                                                                                               | Nu | Capitala: Phnom Penh Cambodgia este împărțită în 24 de provincii (Banteay Meanchey, Battambang, Kampong Cham, Kampong Chhnang, Kampong Speu, Kampong Thom, Kampot, Kandal, Kep, Koh Kong, Kratié, Mondulkiri, Oddar Meanchey, Pailin, Pursat, Preah Vihear, Prey Veng, Ratanakiri, Siem Reap, Sihanoukville, Stung Treng, Svay Rieng, Takéo, Tbong Khmum). – Phnom Penh (municipalitate) |  |
| Camerun - Republica Camerun                                            |                    | Membru ONU                                                                                               | Nu | Cameroun face parte din Commonwealth Capitala: Yaoundé Camerunul este împărțit în 10 regiuni (Provincia Adamawa, Provincia Centru, Regiunea de Est, Provincia Extrem Nord, Provincia Litoral, Provincia de Nord, Provincia de Nord-Vest, Provincia de Sud, Provincia de Sud-Vest, Provincia de Vest). |  |
| Canada2 - Canada                                                       |                    | Membru ONU                                                                                               | Nu | Canada face parte din Commonwealth Capitala: Ottawa Canada este o federație formată din 10 provincii și 3 teritorii. - Provinciile: ( Columbia Britanică, Alberta, Saskatchewan, Manitoba, Ontario, Québec, New Brunswick, Nova Scotia, Insula Prințului Eduard, Newfoundland și Labrador). - Teritoriile: ( Yukon, Teritoriile de Nordvest, Nunavut) |  |
| Capul Verde6 - Republica Capului Verde                                 |                    | Membru ONU                                                                                               | Nu | Capitala: Praia Republica este divizată în 22 municipalități: (Municipalitatea Ribeira Grande, Municipalitatea Paúl, Municipalitatea Porto Novo, Municipalitatea São Vicente, Municipalitatea Ribeira Brava, Municipalitatea Tarrafal de São Nicolau, Municipalitatea Sal, Municipalitatea Boa Vista, Municipalitatea Maio, Municipalitatea Praia, Municipalitatea São Domingos, Municipalitatea Santa Catarina, Municipalitatea São Salvador do Mundo, Municipalitatea Santa Cruz, Municipalitatea São Lourenço dos Órgãos, Municipalitatea Ribeira Grande de Santiago, Municipalitatea São Miguel, Municipalitatea Tarrafal, Municipalitatea São Filipe, Municipalitatea Santa Catarina do Fogo, Municipalitatea Mosteiros, Municipalitatea Brava). |  |
| Cehia - Republica Cehă                                                 |                    | Membru ONU                                                                                               | Nu | Membru al UE. Capitala: Praga Republica este împărțită în 14 regiuni: ( Regiunea Boemia Centrală, Regiunea Hradec Králové, Regiunea Karlovy Vary, Regiunea Liberec, Regiunea Moravia-Silezia, Regiunea Olomouc, Regiunea Pardubice, Regiunea Plzeň, Praga, Regiunea Boemia de Sud, Regiunea Moravia de Sud, Regiunea Ústí nad Labem, Regiunea Vysočina, Regiunea Zlín). |  |
| Republica Centrafricană                                                |                    | Membru ONU                                                                                               | Nu | Capitala: Bangui Statul este împărțit în 16 prefecturi: (Bamingui-Bangoran, Basse-Kotto, Haute-Kotto, Haut-Mbomou, Kémo, Lobaye, Mambéré-Kadéï, Mbomou, Nana-Grébizi, Nana-Mambéré, Ombella-M'Poko, Ouaka, Ouham, Ouham-Pendé, Sangha-Mbaéré, Vakaga) – Bangui (comună autonomă) |  |
| Chile - Republica Chile                                                |                    | Membru ONU                                                                                               | Nu | Capitala: Santiago de Chile Statul este împărțit în 15 regiuni: ( Regiunea Arica și Parinacota, Regiunea Tarapacá, Regiunea Antofagasta, Regiunea Atacama, Regiunea Coquimbo, Regiunea Valparaíso, Regiunea O'Higgins, Regiunea Maule, Regiunea Bío-Bío, Regiunea Araucanía, Regiunea Los Ríos, Regiunea Los Lagos, Regiunea Aysén, Regiunea Magallanes și Antarctica Chiliană, Regiunea metropolitană Santiago) Există 2 "teritorii speciale" ale statului Chile în Regiunea Valparaíso 1. Insula Paștelui 2. Insulele Juan Fernández. Teritoriu revendicat Antarctica Chiliană. |  |
| Republica Populară Chineză1, 7- Republica Populară Chineză             |                    | Membru ONU                                                                                               | Nu este recunoscută de către 22 de state. Revendicată de către Republica China - Taiwan.                         | Capitala: Beijing Republica Populară Chineză conține 23 provincii (de facto 22 plus Taiwan) , 5 regiuni autonome, 4 municipalități. - Municipalități: (Beijing, Tianjin, Shanghai, Chongqing) - Provincii: (Hebei, Shanxi, Liaoning, Jilin, Heilongjiang, Jiangsu, Zhejiang, Anhui, Fujian, Jiangxi, Shandong, Henan, Hubei, Hunan, Guangdong, Hainan, Sichuan, Guizhou, Yunnan, Shaanxi, Gansu, Qinghai, Taiwan) - Regiuni autonome: (Guangxi, Mongolia Interioară, Ningxia, Xinjiang, Tibet) R.P. Chineză are suveranitate asupra regiunilor administrative speciale ale: 1. Hong Kong 2. Macao R.P. Chineză nu este recunoscută de către 21 de state, membre ale ONU și de către Vatican care recunosc Taiwanul (Republica China). R.P. Chineză revendică, dar deține controlul asupra statului de facto independent Taiwan - Republica China. Teritorii revendicate Insulele Paracel și Insulele Spratly. |  |
| Ciad - Republica Ciad                                                  |                    | Membru ONU                                                                                               | Nu | Capitala: N'Djamena Ciadul este împărțit în 22 de regiuni: (Regiunea Barh el Ghazel, Regiunea Batha, Regiunea Borkou, Regiunea Chari-Baguirmi, Regiunea Ennedi, Regiunea Guéra, Regiunea Hadjer-Lamis, Regiunea Kanem, Regiunea Lac, Regiunea Logone Occidental, Regiunea Logone Oriental, Regiunea Mandoul, Regiunea Mayo-Kebbi Est, Regiunea Mayo-Kebbi Ouest, Regiunea Moyen-Chari, Regiunea Ouaddaï, Regiunea Salamat, Regiunea Sila, Regiunea Tandjilé, Regiunea Tibesti, Regiunea Wadi Fira Orașul N'Djamena (regiune cu statut special). |  |
| Cipru - Republica Cipru                                                |                    | Membru ONU                                                                                               | Nu este recunoscută de Turcia                                                                                    | Membru al UE. Cipru face parte din Commonwealth Capitala: Nicosia Republica Cipriotă este împărțită în 6 districte: (Districtul Famagusta, Districtul Kyrenia, Districtul Larnaca, Districtul Limassol, Districtul Nicosia, Districtul Paphos) Cipru ne este recunoscut de 1 stat membru al ONU Turcia Partea de nord-est a insulei este statul de facto Republica Turcă a Ciprului de Nord |  |
| Coasta de Fildeș8 - Republica Côte d'Ivoire                            |                    | Membru ONU                                                                                               | Nu | Capitala: Yamoussoukro Republica este împărțită în 19 regiuni: (Regiunea Agnéby, Regiunea Bafing, Regiunea Bas-Sassandra, Regiunea Denguélé, Regiunea Dix-Huit Montagnes, Regiunea Fromager, Regiunea Haut-Sassandra, Regiunea Lacs, Regiunea Lagunes, Regiunea Marahoué, Regiunea Moyen-Cavally, Regiunea Moyen-Comoé, Regiunea N'zi-Comoé, Regiunea Savanes , Regiunea Sud-Bandama, Regiunea Sud-Comoé, Regiunea Vallée du Bandama, Regiunea Worodougou, Regiunea Zanzan). |  |
| Columbia - Republica Columbia                                          |                    | Membru ONU                                                                                               | Nu | Capitala: Bogotá Este formată din 32 departamente: ( Bogotá (Capitală de district), Departamentul Amazonas, Departamentul Antioquia, Departamentul Arauca, Departamentul Atlántico, Departamentul Bolívar, Departamentul Boyacá, Departamentul Caldas, Departamentul Caquetá, Departamentul Casanare, Departamentul Cauca, Departamentul Cesar, Departamentul Chocó, Departamentul Córdoba, Departamentul Cundinamarca, Departamentul Guainía, Departamentul Guaviare, Departamentul Huila, Departamentul La Guajira, Departamentul Magdalena, Departamentul Meta, Departamentul Nariño, Departamentul Norte de Santander, Departamentul Putumayo, Departamentul Quindío, Departamentul Risaralda, Arhipelagul San Andrés, Providencia și Santa Catalina, Departamentul Santader, Departamentul Sucre, Departamentul Tolima, Departamentul Valle del Cauca, Departamentul Vaupés, Departamentul Vichada) |  |
| Comore2 - Uniunea Comorelor                                            |                    | Membru ONU                                                                                               | Nu | Capitala: Moroni Comore este formată din 3 insule. Insulele: ( Anjouan, Grande Comore, Mohéli) |  |
| Republica Democrată Congo9 - Republica Democrată Congo                 |                    | Membru ONU                                                                                               | Nu | Capitala: Kinshasa Republica Democrată Congo este formată din 11 provincii: (Bandundu, Bas-Congo, Équateur, Kasai-Occidental, Kasai-Oriental, Katanga, Kinshasa, Maniema, Nord-Kivu, Orientale, Sud-Kivu) |  |
| Republica Congo10 - Republica Congo                                    |                    | Membru ONU                                                                                               | Nu | Capitala: Brazzaville Este format din 11 departamente: (Bouenza, Brazzaville, Cuvette, Cuvette-Ouest, Kouilou, Lékoumou, Likouala, Niari, Plateaux, Pointe-Noire, Pool, Sangha). |  |
| Coreea de Nord11 - Republica Populară Democrată Coreeană               |                    | Membru ONU                                                                                               | Nu este recunoscută de către două state membre ONU Japonia și Coreea de Sud. Revendicată de către Coreea de Sud. | Capitala: Phenian Este formată din 9 regiuni: (Provincia Chagang, Provincia Hamgyong de Nord, Provincia Hamgyong de Sud, Provincia Hwanghae de Nord, Provincia Hwanghae de Sud, Provincia Kangwon, Provincia Pyongan de Nord, Provincia Pyongan de Sud, Provincia Ryanggang) Nu este recunoscută de către două state membre ONU Japonia și Coreea de Sud. Revendicată de către Coreea de Sud. Revendică Coreea de Sud |  |
| Coreea de Sud12 - Republica Coreea                                     |                    | Membru ONU                                                                                               | Nu este recunoscută de către un singur membru ONU, Coreea de Nord. Revendicată de către Coreea de Nord.          | Capitala: Seul Este formată din 9 provincii: (Provincia Chungcheong de Nord, Provincia Chungcheong de Sud, Provincia Gangwon, Provincia Gyeonggi-do, Provincia Gyeongsangbuk-do, Provincia Gyeongsang de Sud, Provincia Jeolla de Nord, Provincia Jeolla de Sud). Coreea de Sud conține o regiune autonomă, Jeju-do. Coreea de Sud nu este recunoscută de către un singur membru ONU, Coreea de Nord. Revendicată de către Coreea de Nord. Revendică Coreea de Nord |  |
| Costa Rica - Republica Costa Rica                                      |                    | Membru ONU                                                                                               | Nu | Capitala: San José Republica este împărțită în 7 provincii: ( Provincia Alajuela, Provincia Cartago, Provincia Guanacaste, Provincia Heredia, Provincia Limón, Provincia Puntarenas, Provincia San José) |  |
| Croația - Republica Croația                                            |                    | Membru ONU                                                                                               | Nu | Membru al UE. Capitala: Zagreb Croația este divizată în 21 de cantoane. - Cantoanele: ( Cantonul Bjelovar-Bilogora (or. Bjelovar), Cantonul Brod-Posavina (or. Slavonski Brod), Cantonul Dubrovnik-Neretva (or. Dubrovnik), Cantonul Istria (or. Pazin), Cantonul Karlovac (or. Karlovac), Cantonul Koprivnica-Križevci (or. Koprivnica), Cantonul Krapina-Zagorje (or. Krapina), Cantonul Lika-Senj (or. Gospić), Cantonul Međimurje (or. Čakovec), Cantonul Osijek-Baranja (or. Osijek), Cantonul Požega-Slavonia (or. Požega), Cantonul Primorje-Gorski Kotar (or. Rijeka), Cantonul Šibenik-Knin (or. Šibenik), Cantonul Sisak-Moslavina (or. Sisak), Cantonul Split-Dalmația (or. Split), Cantonul Varaždin (or. Varaždin), Cantonul Virovitica-Podravina (or. Virovitica), Cantonul Vukovar-Srijem (or. Vukovar), Cantonul Zadar (or. Zadar), Cantonul Zagreb (or. Zagreb), (or. Zagreb)) |  |
| Cuba - Republica Cuba                                                  |                    | Membru ONU                                                                                               | Nu | Capitala: Havana Cuba este divizată în 15 provincii și o municiplitate specială. - Provinciile: ( Provincia Pinar del Río, Provincia Artemisa, Provincia La Habana, Provincia Mayabeque, Provincia Matanzas, Provincia Cienfuegos, Provincia Villa Clara, Provincia Sancti Spíritus, Provincia Ciego de Ávila, Provincia Camagüey, Provincia Las Tunas, Provincia Granma, Provincia Holguín, Provincia Santiago de Cuba, Provincia Guantánamo, Insula Juventud (municipalitate specială)). |  |
| Danemarca13 - Regatul Danemarcei                                       |                    | Membru ONU                                                                                               | Nu | Membru al UE. Capitala: Copenhaga Danemarca este divizată în 5 regiuni. Regatul danez include două teritorii autonome: 1. Insulele Feroe ((Føroyar/Færøerne) 2. Groenlanda (Kalaallit Nunaat/Grønland) |  |
| Djibouti - Republica Djibouti                                          |                    | Membru ONU                                                                                               | Nu | Capitala: Djibouti Djibouti este divizat în 5 regiuni și o municipalitate |  |
| Dominica - Comunitatea Dominica                                        |                    | Membru ONU                                                                                               | Nu | Dominica face parte din Commonwealth Capitala: Roseau Dominica este divizată în 10 parohii (parishes) |  |
| Republica Dominicană                                                   |                    | Membru ONU                                                                                               | Nu | Capitala: Santo Domingo Republica Dominicană este divizată în 31 provincii |  |
| Ecuador - Republica Ecuador                                            |                    | Membru ONU                                                                                               | Nu | Capitala: Quito Ecuador este divizat în 24 provincii Ecuador are o provincie cu regim special Provincia Galápagos |  |
| Egipt - Republica Arabă Egipt                                          |                    | Membru ONU                                                                                               | Nu | Capitala: Cairo Egiptul este divizat în 27 guvernorate |  |
| El Salvador - Republica El Salvador                                    |                    | Membru ONU                                                                                               | Nu | Capitala: San Salvador El Salvador este divizat în 14 departamente |  |
| Elveția2 - Confederația Elvețiană                                      |                    | Membru ONU                                                                                               | Nu | Capitala: Berna Elveția este formată din 26 de cantoane. |  |
| Emiratele Arabe Unite2                                                 |                    | Membru ONU                                                                                               | Nu | Capitala: Abu Dhabi Emiratele Arabe Unite sunt formate din 7 emirate. |  |
| Eritreea - Statul Eritreea                                             | framless           | Membru ONU                                                                                               | Nu | Capitala: Asmara Eritreea este divizată în 6 regiuni |  |
| Estonia - Republica Estonia                                            | framless           | Membru ONU                                                                                               | Nu | Membru al UE. Capitala: Tallinn Estonia este divizată în 15 regiuni |  |
| Eswatini - Regatul Eswatini                                            |                    | Membru ONU                                                                                               | Nu | Eswatini face parte din Commonwealth. Capitale: Lobamba (legislativă) Mbabane (administrativă) Eswatini este divizat în 4 regiuni |  |
| Etiopia2 - Republica Federală Democrată Etiopia                        |                    | Membru ONU                                                                                               | Nu | Capitala: Addis Abeba Etiopia este o federație formată din 9 regiuni și 2 orașe libere. |  |
| Fiji1 - Republica Insulelor Fiji                                       |                    | Membru ONU                                                                                               | Nu | Fiji face parte din Commonwealth Capitala: Suva Fiji este divizată în 4 diviziuni administrative Conține 1 regiune autonomă Rotuma. |  |
| Filipine - Republica Filipine                                          |                    | Membru ONU                                                                                               | Nu | Capitala: Manila Filipine este divizată în 81 provincii Conține o regiune autonomă, Regiunea Autonomă în Mindanao Mulsuman. |  |
| Finlanda1 - Republica Finlanda                                         | framless           | Membru ONU                                                                                               | Nu | Membru al UE. Capitala: Helsinki Finlanda este divizată în 19 regiuni 1. Åland este o regiune autonomă neutră demilitarizată al Finlandei. |  |
| Franța13 - Republica Franceză                                          | framless           | Membru ONU                                                                                               | Nu | Membru al UE. Capitala: Paris Este împărțită în 27 regiuni. Dintre acestea 5 sunt regiuni de peste mări. 1. Guadelupa 2. Guyana Franceză 3. Martinica 4. Mayotte 5. Réunion La 1 ianuarie 2016 în urma reformei teritoriale din 2014 în Franța regiunile vor avea o noua înfățișare. Franța include, de asemenea, teritoriile de peste mări: 1. Insula Clipperton 2. Noua Caledonie 3. Polinezia Franceză 4. Sfântul Bartolomeu 5. Sfântul Martin 6. Sfîntul Petru și Miquelon 7. Teritoriile australe și antarctice franceze cu districtele 1. Teritoriul Adélie 2. Insulele Crozet 3. Insulele Împrăștiate în Oceanul Indian 1. Insula Bassas da India 2. Insula Europa 3. Insulele Glorioase 4. Insula Juan de Nova 5. Insula Tromelin 4. Insulele Kerguelen 5. Insulele Sfântul-Paul și Amsterdam 8. Wallis și Futuna și teritoriile 1. Domeniul Național Francez din Țara Sfântă (Israel) 2. Domeniile franceze din insula Sfânta Elena 3. Fundațiile Pioase ale Franței la Roma și la Lorette |  |
| Gabon - Republica Gaboneză                                             |                    | Membru ONU                                                                                               | Nu | Capitala: Libreville Gabon este divizat în 9 provincii |  |
| Gambia - Republica Gambia                                              |                    | Membru ONU                                                                                               | Nu | Capitala: Banjul Gambia este divizată în 5 diviziuni |  |
| Georgia1, 14                                                           |                    | Membru ONU                                                                                               | Nu | Capitala: Tbilisi Georgia este divizată în 9 regiuni și 2 regiuni autonome, Adjaria și Abhazia. În Abhazia și Osetia de Sud, s-au format state de facto. 1. Republica Abhazia 2. Republica Osetia de Sud |  |
| Germania2 - Republica Federală Germania                                |                    | Membru ONU                                                                                               | Nu | Membru al UE. Capitala: Berlin Germania este o federație din 16 state federale (Bundesländer). |  |
| Ghana - Republica Ghana                                                |                    | Membru ONU                                                                                               | Nu | Ghana face parte din Commonwealth Capitala: Accra Ghana este divizată în 10 regiuni |  |
| Grecia1 - Republica Elenă                                              |                    | Membru ONU                                                                                               | Nu | Membru al UE. Capitala: Atena Grecia este divizată în 13 regiuni Statul Teocratic al Sfîntului Munte Athos este o prefectură autonomă a Greciei. |  |
| Grenada1                                                               |                    | Membru ONU                                                                                               | Nu | Face parte din Commonwealth. Capitala: Saint George's Grenada este divizată în 6 parohii (parishes). Dependință: Carriacou și Petite Martinique |  |
| Guatemala - Republica Guatemala                                        |                    | Membru ONU                                                                                               | | Capitala: Ciudad de Guatemala |  |
| Guineea15 - Republica Guineea                                          |                    | Membru ONU                                                                                               | Nu | Capitala: Conakry Guineea este divizată în 7 regiuni |  |
| Guineea-Bissau - Republica Guineea-Bissau                              |                    | Membru ONU                                                                                               | Nu | Capitala: Bissau Guineea Bissau este divizată în 8 regiuni și 1 sector autonom |  |
| Guineea Ecuatorială - Republica Guineea Ecuatorială                    |                    | Membru ONU                                                                                               | Nu | Capitala: Malabo Guineea Ecuatorială este divizată în 7 provincii |  |
| Guyana - Republica Cooperatistă Guyana                                 |                    | Membru ONU                                                                                               | Nu | Guyana face parte din Commonwealth Capitala: Georgetown Guyana este divizată în 10 regiuni |  |
| Haiti - Republica Haiti                                                |                    | Membru ONU                                                                                               | Nu | Capitala: Port-au-Prince Haiti este divizat în 10 departamente |  |
| Honduras - Republica Honduras                                          |                    | Membru ONU                                                                                               | Nu | Capitala: Tegucigalpa Honduras este divizat în 10 departamente |  |
| India2 - Republica India                                               |                    | Membru ONU                                                                                               | Nu | India face parte din Commonwealth Capitala: New Delhi India este o federație din 29 de state și 7 teritorii unionale. |  |
| Indonezia - Republica Indonezia                                        |                    | Membru ONU                                                                                               | Nu | Capitala: Jakarta Indonezia este divizată în 34 provoncii. 5 provincii au statut autonom special: Aceh, Jakarta RCS, Yogyakarta SR, Papua, Papua de Vest. |  |
| Iordania - Regatul Hașemit al Iordaniei                                |                    | Membru ONU                                                                                               | Nu | Capitala: Amman Iordania este divizată în 12 guvernorate |  |
| Irak - Republica Irak                                                  |                    | Membru ONU                                                                                               | Nu | Capitala: Bagdad Irakul este o federație format din 19 guvernorate, 3 dintre ele alcătuind autonomia: - Kurdistanul Irakian O parte din teritoriul Irakului este ocupat de statul de facto nerecunoscut Statul Islamic (din Irak și Levant) |  |
| Iran - Republica Islamică Iran                                         |                    | Membru ONU                                                                                               | Nu | Capitala: Teheran Iranul este divizat în 31 provincii |  |
| Irlanda - Republica Irlanda                                            |                    | Membru ONU                                                                                               | Nu | Membru al UE. Capitala: Dublin Irlanda este divizată în 32 comitate |  |
| Islanda - Republica Islanda                                            |                    | Membru ONU                                                                                               | Nu | Capitala: Reykjavík Islanda este divizată în 8 regiuni |  |
| Israel - Statul Israel                                                 |                    | Membru ONU                                                                                               | Nu este recunoscut de 32 de state                                                                                | Capitala: Ierusalim Israel este divizat în 6 districte Israel nu este recunoscut ca stat de către 32 de membri ONU (în special cele mai multe state arabe) și de RADS. Israel exercită controlul asupra teritoriului revendicat de Statul Palestina 16, menținând diferite niveluri de control asupra teritoriului Cisiordaniei, și, deși în urma dezangajarii unilaterale, nu mai are o prezență civilă sau militară permanentă în Fâșia Gaza, este încă considerat de unele state și organizații internaționale putere de ocupație în conformitate cu dreptul internațional. |  |
| Italia - Republica Italiană                                            |                    | Membru ONU                                                                                               | Nu | Membru al UE. Capitala: Roma Italia este împărțită în 20 de regiuni. |  |
| Jamaica                                                                |                    | Membru ONU                                                                                               | Nu | Face parte din Commonwealth. Capitala: Kingston Jamaica este împărțită în 14 parohii (parishes) |  |
| Japonia                                                                |                    | Membru ONU                                                                                               | Nu | Capitala: Tōkyō Japonia este împărțită în 47 prefecturi. |  |
| Kazahstan - Republica Kazahstan                                        |                    | Membru ONU                                                                                               | Nu | Capitala: Nur-Sultan Kahahstan este împărțit în 14 regiuni. |  |
| Kenya - Republica Kenya                                                |                    | Membru ONU                                                                                               | Nu | Kenya face parte din Commonwealth Capitala: Nairobi Kenya este împărțită în 47 comitate. |  |
| Kârgâzstan - Republica Kirghiză                                        |                    | Membru ONU                                                                                               | Nu | Capitala: Bișkek Kârgâstan este împărțit în 7 regiuni. |  |
| Kiribati - Republica Kiribati                                          |                    | Membru ONU                                                                                               | Nu | Kiribati face parte din Commonwealth Capitala: Tarawa |  |
| Kuweit - Statul Kuweit                                                 |                    | Membru ONU                                                                                               | Nu | Capitala: Kuweit Kuweit este împărțit în 6 guvernorate. |  |
| Laos - Republica Populară Democrată Laos                               |                    | Membru ONU                                                                                               | Nu | Capitala: Vientiane Laos este împărțit în 17 provincii și 1 municipiu. |  |
| Lesotho - Regatul Lesotho                                              |                    | Membru ONU                                                                                               | Nu | Lesotho face parte din Commonwealth Capitala: Maseru Lesotho este împărțit în 10 districte. |  |
| Letonia - Republica Letonia                                            |                    | Membru ONU                                                                                               | Nu | Membru al UE. Capitala: Riga Letonia este împărțită în 110 municipalități și 9 orașe republicane. |  |
| Liban - Republica Libaneză                                             |                    | Membru ONU                                                                                               | Nu | Capitala: Beirut Liban este împărțit în 6 guvernorate. |  |
| Liberia - Republica Liberia                                            |                    | Membru ONU                                                                                               | Nu | Capitala: Monrovia Liberia este împărțită în 15 comitate. |  |
| Libia - Statul Libia                                                   |                    | Membru ONU                                                                                               | Nu | Capitală: Tripoli Libia este împărțită în 22 districte. Libia are 2 regiuni care și-a declarat autonomia de sine-stătător: 1. Cirenaica 2. Fezzan |  |
| Liechtenstein - Principatul Liechtenstein                              |                    | Membru ONU                                                                                               | Nu | Capitală: Vaduz Principatul este împărțit în 11 comune. |  |
| Lituania - Republica Lituania                                          |                    | Membru ONU                                                                                               | Nu | Membru al UE. Capitală: Vilnius Lituania conține 10 județe. |  |
| Luxemburg - Marele Ducat al Luxemburgului                              |                    | Membru ONU                                                                                               | Nu | Membru al UE. Capitală: Luxemburg Țara este împărțită în 3 districte. |  |
| Macedonia de Nord17 - Republica Macedonia de Nord                      |                    | Membru ONU                                                                                               | Nu | Capitală: Skopje Macedonia este împărțită în 8 regiuni. Din cauza disputei numelui Macedonia, țara este menționată de către ONU și un număr de state și organizații internaționale ca "Fosta Republică Iugoslavă a Macedoniei". |  |
| Madagascar18 - Republica Madagascar                                    |                    | Membru ONU                                                                                               | Nu | Capitala: Antananarivo Madagascar este împărțit în 22 regiuni. |  |
| Malawi - Republica Malawi                                              |                    | Membru ONU                                                                                               | Nu | Malawi face parte din Commonwealth Capitala: Lilongwe Malawi este împărțit în 3 regiuni. |  |
| Malaezia2 - Federația Malaeziei                                        |                    | Membru ONU                                                                                               | Nu | Malaezia face parte din Commonwealth Capitala: Kuala Lumpur Malaezia este o federație alcătuită din 13 de state și trei teritorii federale. |  |
| Maldive - Republica Maldivelor                                         |                    | Membru ONU                                                                                               | Nu | Capitala: Malé Maldive este împărțită în 20 atoli. |  |
| Mali - Republica Mali                                                  |                    | Membru ONU                                                                                               | Nu | Capitala: Bamako Mali este împărțit în 8 regiuni și 1 district. |  |
| Malta - Republica Malta                                                |                    | Membru ONU                                                                                               | Nu | Membru al UE. Malta face parte din Commonwealth. Capitala: Valletta Malta este împărțită în 5 regiuni. |  |
| Maroc19 - Regatul Maroc                                                |                    | Membru ONU                                                                                               | Nu | Capitală: Rabat Maroc este împărțit în 16 regiuni. Maroc pretinde suveranitatea asupra Sahara Occidentală și controlează cea mai mare parte din ea, care este contestată de către statul de facto Republica Arabă Democrată Saharawi19. |  |
| Insulele Marshall - Republica Insulelor Marshall                       |                    | Membru ONU                                                                                               | Nu | Sub liberă asociere cu Statele Unite ale Americii. Capitală: Majuro Insulele Marshall cuprind 31 de districte. |  |
| Mauritania - Republica Islamică Mauritania                             |                    | Membru ONU                                                                                               | Nu | Capitala: Nouakchott Mauritania este divizată în 15 regiuni |  |
| Mauritius - Republica Mauritius                                        |                    | Membru ONU                                                                                               | Nu | Mauritius face parte din Commonwealth. Capitala: Port Louis Mauritius este divizată în 9 districte Conține o insulă autonomă, Insula Rodrigues |  |
| Mexic2 - Statele Unite Mexicane                                        |                    | Membru ONU                                                                                               | Nu | Capitala: Ciudad de México Mexic este o federație alcătuită din 31 de state și un district federal. |  |
| Statele Federate ale Microneziei2 - Statele Federate ale Microneziei   |                    | Membru ONU                                                                                               | Nu | Sub liberă asociere cu Statele Unite ale Americii. Capitala: Palikir Statele Federate ale Microneziei este o federație din patru state. |  |
| Republica Moldova1                                                     |                    | Membru ONU                                                                                               | Nu | Capitala: Chișinău Moldova e împărțită în 37 de raioane, 4 municipii și două Unități teritoriale autonome recunoscute : Găgăuzia (U.T.A.G.) și Transnistria (U.T.A.N.). În Transnistria, s-a stabilit un stat de facto Republica Moldovenească Nistreană |  |
| Monaco - Principatul Monaco                                            |                    | Membru ONU                                                                                               | Nu | Capitala: Monaco Monaco este divizat în 3 municipii |  |
| Mongolia                                                               |                    | Membru ONU                                                                                               | Nu | Capitala: Ulaanbaatar Mongolia este divizată în 21 provincii (aimag) |  |
| Mozambic - Republica Mozambic                                          |                    | Membru ONU                                                                                               | Nu | Mozambic face parte din Commonwealth. Capitala: Maputo Mozambic este divizat în 10 provoncii și un oraș capitală |  |
| Muntenegru - Republica Muntenegru                                      |                    | Membru ONU                                                                                               | Nu | Capitala: Podgorica Muntenegru este divizat în 23 municipalități |  |
| Namibia - Republica Namibia                                            |                    | Membru ONU                                                                                               | Nu | Namibia face parte din Commonwealth. Capitala: Windhoek Namibia este divizată în 13 regiuni:Omusati, Oshana, Okavango, Ohangwena, Oshikoto, Caprivi, Kunene, Otjozondjupa, Erongo, Omaheke, Hardap, Karas, Khomas |  |
| Nauru - Republica Nauru                                                |                    | Membru ONU                                                                                               | Nu | Nauru face parte din Commonwealth. Capitala: Yaren Nauru este divizat în 14 districte |  |
| Nepal - Republica Federală Democratică Nepal                           |                    | Membru ONU                                                                                               | Nu | Capitala: Kathmandu Nepal este o federație compusă din 14 zone. |  |
| Nicaragua - Republica Nicaragua                                        |                    | Membru ONU                                                                                               | Nu | Capitala: Managua Nicaragua este divizată în 15 departamente și două regiuni autonome 1. Regiunea Autonomă a Atlanticului de Sud 2. Regiunea Autonomă a Atlanticului de Nord |  |
| Niger - Republica Niger                                                |                    | Membru ONU                                                                                               | Nu | Capitala: Niamey Niger este divizat în 7 regiuni și districtul capitalei |  |
| Nigeria2 - Republica Federală Nigeria                                  |                    | Membru ONU                                                                                               | Nu | Nigeria face parte din Commonwealth. Capitala: Abuja Nigeria este o federație din 36 de state și un teritoriu federal. |  |
| Norvegia13 - Regatul Norvegiei                                         |                    | Membru ONU                                                                                               | Nu | Capitala: Oslo Norvegia este divizată în 19 comitate Teritorii componente neintegrate (nealocate unor comitate): - Svalbard este o parte integrantă a Norvegiei, dar are un statut special ca urmare a Tratatului Svalbard. - Jan Mayen este o insulă care este o parte integrantă a Norvegiei, deși nu este încorporat. Norvegia posedă și teritoriile dependente: 1. Insula Bouvet 2. Insula Petru I 3. Zona Antarctică Norvegiană |  |
| Noua Zeelandă3                                                         |                    | Membru ONU                                                                                               | Nu | Noua Zeelandă face parte Commonwealth Capitala: Wellington Noua Zeelandă este divizată în 16 regiuni Noua Zeelandăa posedă teritoriile dependente: 1. Zona Antarctică Neozeelandeză(Dependența Ross) 2. Tokelau Noua Zeelandă are responsabilități pentru (dar nici un drept de control asupra) două state în mod liber asociate: 1. Insulele Cook 2. Niue Insulele Cook și Niue au relații diplomatice cu 39 și respectiv 11 de membri ONU. |  |
| Regatul Țărilor de Jos13 - Regatul Țărilor de Jos                      |                    | Membru ONU                                                                                               | Nu | Membru al UE. Capitala: Amsterdam Țările de Jos este divizată în 12 provincii Regatul Țărilor de Jos este format din 4 țări componente: 1. Țările de Jos 2. Aruba 3. Curaçao 4. Sint Maarten Monarhul și miniștrii săi formează Guvernul Regatului, precum și guvernul țării constitutive Țările de Jos. După dizolvarea Antilelor Neerlandeze în 2010, Curaçao și Sint Maarten au devenit țări constituente, care, alături de Aruba, se bucură de o autonomie considerabilă. Celelalte trei insule ( Bonaire, Saba, Sint Eustatius) au devenit municipalități speciale ale Țărilor de Jos. |  |
| Oman - Sultanatul Oman                                                 |                    | Membru ONU                                                                                               | Nu | Capitala: Muscat Oman este divizat în 12 guvernorate |  |
| Pakistan - Republica Islamică Pakistan                                 |                    | Membru ONU                                                                                               | Nu | Pakistanul face parte din Commonwealth. Capitala: Islamabad Pakistanul este o federație de 4 provincii, un teritoriu al capitalei, zone administrate de guvernul central numite regiuni tribale și 2 teritorii autonome disputate. Contestă suveranitatea indiană asupra regiunii Kashmir. Deși nu pretinde în mod explicit nici o parte din această regiune, Pakistan exercită controlul asupra unor zone, administrate separat. Acestea sunt: 1. Azad Cașmir de jure stat independent cu propriile organe legislative, executive și juduciare, de facto republică autonomă în cadrul Pakistanului 2. Gilgit-Baltistan teritoriu autonom neintegrat sub control pakistanez Pe teritoriu Pakistanului se află teritoriul independent de facto Emiratul Islamic Waziristan |  |
| Palau - Republica Palau                                                |                    | Membru ONU                                                                                               | Nu | Sub liberă asociere cu Statele Unite ale Americii. Capitala: Ngerulmud Palau este divizat în 16 municipalități |  |
| Palestina16 - Statul Palestina                                         |                    | Stat observator ONU; membru al UNESCO                                                                    | Nu este recunoscută de 58 de state. În dispută cu Israel                                                         | Capitala de facto: Ramala Palestina este divizată în 16 guvernorate |  |
| Panama - Republica Panama                                              |                    | Membru ONU                                                                                               | Nu | Capitala: Ciudad de Panamá Panama este divizată în 10 provincii |  |
| Papua Noua Guinee - Statul Independent Papua-Noua Guinee               |                    | Membru ONU                                                                                               | Nu | Papua Noua Guinee face parte din Commonwealth Capitala: Port Moresby Papua Noua Guinee este divizată în 20 provincii, 1 regiune autonomă și districtul național al capitalei. Regiunea autonomă este 1. Regiunea Autonomă Bougainville. |  |
| Paraguay - Republica Paraguay                                          |                    | Membru ONU                                                                                               | Nu | Capitala: Asunción Paraguay este divizat în 17 departamente și districtul capitalei |  |
| Peru - Republica Peru                                                  |                    | Membru ONU                                                                                               | Nu | Capitala: Lima Peru este divizat în 25 regiuni și provincia Lima |  |
| Polonia - Republica Polonă                                             |                    | Membru ONU                                                                                               | Nu | Membru al UE. Capitala: Varșovia Polonia este divizată în 16 voievodate |  |
| Portugalia1 - Republica Portugheză                                     |                    | Membru ONU                                                                                               | Nu | Membru al UE. Capitala: Lisabona Portugalia este împărțită în 2 arii metropolitane, 21 comunități intermunicipale și 2 regiuni autonome. Rgiunile autonome sunt: 1. Azore 2. Madeira |  |
| Qatar - Statul Qatar                                                   |                    | Membru ONU                                                                                               | Nu | Capitala: Doha Qatar e împărțit în 7 municipalități |  |
| Regatul Unit2, 20 - Regatul Unit al Marii Britanii și Irlandei de Nord |                    | Membru ONU                                                                                               | Nu | A părăsit UE la data de 31 martie 2020. Regatul Unit face parte din Commonwealth Capitala: Londra Regatul Unit este alcătuit din patru țări componente: Anglia, Irlanda de Nord, Scoția și Țara Galilor. Regatul Unit are următoarele teritorii de peste mări: 1. Akrotiri și Dhekelia 2. Anguilla 3. Insulele Bermude 4. Insulele Virgine Britanice 5. Insulele Cayman 6. Insulele Falkland 7. Georgia de Sud și Insulele Sandwich de Sud 8. Gibraltar 9. Montserrat 10. Insulele Pitcairn 11. Sfânta Elena, Ascension și Tristan da Cunha 12. Teritoriul Britanic din Oceanul Indian 13. Insulele Turks și Caicos 14. Insulele Virgine Britanice 15. Zona Antarctică Britanică Regatul Unit are suveranitate directă asupra posesiunilor coroanei: 1. Guernsey, cu dependențele: 1. Alderney 2. Herm 3. Jethou 4. Lihou 5. Sark cu dependența: 1. Brecqhou 2. Insula Jersey 3. Insula Man |  |
| România                                                                |                    | Membru ONU                                                                                               | Nu | Membru al Uniunii Europene Capitala: București (municipiu-capitală cu statut de județ, divizat în 6 sectoare) România este compusă din 41 de județe plus municipiul București cu statut de județ. 1. Alba; 2. Arad; 3. Argeș; 4. Bacău; 5. Bihor; 6. Bistrița-Năsăud; 7. Botoșani; 8. Brașov; 9. Brăila; 10. Buzău; 11. Caraș-Severin; 12. Călărași; 13. Cluj; 14. Constanța; 15. Covasna; 16. Dâmbovița; 17. Dolj; 18. Galați; 19. Giurgiu; 20. Gorj; 21. Harghita; 22. Hunedoara; 23. Ialomița; 24. Iași; 25. Ilfov; 26. Maramureș; 27. Mehedinți; 28. Mureș; 29. Neamț; 30. Olt; 31. Prahova; 32. Satu Mare; 33. Sălaj; 34. Sibiu; 35. Suceava; 36. Teleorman; 37. Timiș; 38. Tulcea; 39. Vaslui; 40. Vâlcea; 41. Vrancea; 42. București |  |
| Rusia2 - Federația Rusă                                                |                    | Membru ONU                                                                                               | Nu | Capitala: Moscova Rusia este oficial o federație formată din 85 de subiecți federali (22 republici, 46 regiuni, 9 ținuturi, 4 districte autonome, 3 orașe federale, și 1 regiune autonomă). Mai mulți dintre subiecții federali sunt republici etnice. - Republici: ( Adîgheia, Republica Altai, Bașchiria, Buriatia, Cecenia, Ciuvașia, Republica Autonomă Crimeea, Daghestan, Ingușetia, Kabardino-Balkaria, Calmîchia, Karaciai-Cerchezia, Republica Carelia, Hakasia, Republica Komi, Mari El, Mordovia, Osetia de Nord, Iacutia, Tatarstan, Tuva, Udmurtia). - Ținuturi: ( Ținutul Altai, Ținutul Kamceatka, Ținutul Habarovsk, Ținutul Krasnodar, Ținutul Krasnoiarsk, Ținutul Perm, Ținutul Primorie, Ținutul Stavropol, Ținutul Transbaikal). - Regiuni: ( Regiunea Amur, Regiunea Arhanghelsk, Regiunea Astrahan, Regiunea Belgorod, Regiunea Briansk, Regiunea Celeabinsk, Regiunea Irkutsk, Regiunea Ivanovo, Regiunea Kaliningrad, Regiunea Kaluga, Regiunea Kemerovo, Regiunea Kirov, Regiunea Kostroma, Regiunea Kurgan, Regiunea Kursk, Regiunea Leningrad, Regiunea Lipețk, Regiunea Magadan, Regiunea Moscova, Regiunea Murmansk, Regiunea Nijni Novgorod, Regiunea Novgorod, Regiunea Novosibirsk, Regiunea Omsk, Regiunea Orenburg, Regiunea Oriol, Regiunea Penza, Regiunea Pskov, Regiunea Rostov, Regiunea Riazan, Regiunea Sahalin, Regiunea Samara, Regiunea Saratov, Regiunea Smolensk, Regiunea Sverdlovsk, Regiunea Tambov, Regiunea Tomsk, Regiunea Tula, Regiunea Tver, Regiunea Tiumen, Regiunea Ulianovsk, Regiunea Vladimir, Regiunea Volgograd, Regiunea Vologda, Regiunea Voronej, Regiunea Iaroslavl). - Orașe federale: ( Moscova, Sankt Petersburg, Sevastopol). - Regiuni autonome: ( Regiunea Autonomă Evreiască). - Districte autonome: ( Districtul autonom Ciukotka, Districtul autonom Hantî-Mansi, Districtul autonom Iamalia-Neneția, Districtul autonom Neneția). |  |
| Rwanda - Republica Rwanda                                              |                    | Membru ONU                                                                                               | Nu | Rwanda face parte din Commonwealth. Capitala: Kigali Rwanda e împărțită în 5 provincii |  |
| Samoa21 - Statul Independent Samoa                                     |                    | Membru ONU                                                                                               | Nu | Capitala: Apia Samoa e împărțită în 11 districte |  |
| San Marino - Republica San Marino                                      |                    | Membru ONU                                                                                               | Nu | Capitala: San Marino San Marino e împărțit în 9 castele (municipalități) |  |
| São Tomé și Príncipe1 - Republica Democrată São Tomé și Príncipe       |                    | Membru ONU                                                                                               | Nu | Capitala: São Tomé Sao Tome e împărțit în 2 provincii Conține o provincie autonomă, Principe. |  |
| Senegal - Republica Senegal                                            |                    | Membru ONU                                                                                               | Nu | Capitala: Dakar Senegal e împărțit în 14 regiuni |  |
| Serbia1, 22 - Republica Serbia                                         |                    | Membru ONU                                                                                               | Nu | Capitala: Belgrad Serbia este divizată în 29 districte. Conține două regiuni autonome: 1. Voivodina 2. Kosovo și Metohija În cadrul regiunii Kosovo și Metohija s-a stabilit un stat de facto Republica Kosovo22. |  |
| Seychelles - Republica Seychelles                                      |                    | Membru ONU                                                                                               | Nu | Capitala: Victoria Seychelles este divizată în 25 districte |  |
| Sfântul Cristofor și Nevis1 - Federația Sfântul Kitts și Nevis         |                    | Membru ONU                                                                                               | Nu | Sfântul Cristofor și Nevis face parte din Commonwealth Capitala: Basseterre Este o federație formată din 14 parohii. Insula Nevis are un statut special având propriile organe legislative și executive. |  |
| Sfânta Lucia                                                           |                    | Membru ONU                                                                                               | Nu | Saint Lucia face parte din Commonwealth. Capitala: Castries Este divizată în 11 cartiere. |  |
| Sfântul Vicențiu și Grenadinele                                        |                    | Membru ONU                                                                                               | Nu | Saint Vincent and the Grenadines face parte din Commonwealth. Capitala: Kingstown Este divizată în 6 parohii. |  |
| Sierra Leone - Republica Sierra Leone                                  |                    | Membru ONU                                                                                               | Nu | Sierra Leone face parte din Commonwealth. Capitala: Freetown Sierra Leone este divizată în 4 regiuni. |  |
| Singapore - Republica Singapore                                        |                    | Membru ONU                                                                                               | Nu | Singapore face parte din Commonwealth. Capitala: Singapore. |  |
| Siria - Republica Arabă Siriană                                        |                    | Membru ONU                                                                                               | Nu | Capitala: Damasc Siria este divizată în 14 guvernorate. Coaliția Națională siriană, care este recunoscută ca reprezentant legitim al poporului sirian formată din 20 de membri ONU,a stabilit un guvern interimar care să guverneze teritoriul controlat de rebeli în timpul războiului civil sirian. Siria are o regiune autonomă auto-declarată: 1. Kurdistanul sirian. O parte din teritoriul Siriei este ocupat de statul de facto nerecunoscut Statul Islamic (din Irak și Levant) |  |
| Slovacia - Republica Slovacă                                           |                    | Membru ONU                                                                                               | Nu | Membru al UE. Capitala: Bratislava Slovacia este divizată în 8 regiuni. |  |
| Slovenia - Republica Slovenia                                          |                    | Membru ONU                                                                                               | Nu | Membru al UE. Capitala: Ljubljana Slovenia este divizată în 212 municipalități. |  |
| Insulele Solomon                                                       |                    | Membru ONU                                                                                               | Nu | Insulele Solomon face parte din Commonwealth. Capitala: Honiara Are în componența sa 10 provincii și capitala: ( Provincia Central, Provincia Choiseul, Provincia Guadalcanal, Provincia Isabel, Provincia Makira-Ulawa, Provincia Malaiita, Provincia Rennell și Bellona, Provincia Temotu, Provincia Western). |  |
| Somalia9 - Republica Federală Somalia                                  |                    | Membru ONU                                                                                               | Nu | Capitala: Mogadishu Somalia este divizată în 18 regiuni. În prezent, controlul asupra teritoriului Somaliei este împărțit între cu Guvernul Federal din Somalia (FGS) oficial care controlează doar o parte a țării, Puntland și Galmudug, care s-au autodeclarat ca regiuni autonome ale Somaliei (nerecunoscute de guvernal federal), și Somaliland, care a format un stat facto nerecunoscut. |  |
| Spania13 - Regatul Spaniei                                             |                    | Membru ONU                                                                                               | Nu | Membru al UE. Capitala: Madrid Spania este împărțită în 17 comunități autonome și 2 orașe autonome speciale. - Comunitățile autonome: ( Andaluzia, Aragon, Asturia, Insulele Baleare, Țara Bascilor, Insulele Canare, Cantabria, Castilia-La Mancha, Castilia și León, Catalonia, Extremadura, Galicia, La Rioja, Madrid, Murcia, Navarra, Comunitatea Valenciană). Orașele autonome speciale sunt: \|( Ceuta, Melilla) Dispută suveranitatea asupra orașelor autonome speciale și a unor mici teritorii neîncorporate ( Insula Alborán, Insula Perejil,Insulele Chafarinas, Peñón de Alhucemas) de pe coasta marocană a Mării Mediterane, Plazas de soberanía, cu Marocul. |  |
| Sri Lanka23 - Republica Democrată Socialistă Sri Lanka                 |                    | Membru ONU                                                                                               | Nu | Sri Lanka face parte din Commonwealth. Capitala: Sri Jayewardanapura Kotte Este divizată în 9 provincii. |  |
| Statele Unite ale Americii2, 13                                        |                    | Membru ONU                                                                                               | Nu | Capitala: Washington, D.C. Statele Unite ale Americii este o federație din 50 din state, un district federal, și teritoriul încorporat Atolul Palmyra. Statele: ( Alabama, Alaska, Arizona, Arkansas, California, Colorado, Connecticut, Delaware, Florida, Georgia, Hawaii, Idaho, Illinois, Indiana, Iowa, Kansas, Kentucky, Louisiana, Maine, Maryland, Massachusetts, Michigan, Minnesota, Mississippi, Missouri, Montana, Nebraska, Nevada, New Hampshire, New Jersey, New Mexico, New York, Carolina de Nord, Dakota de Nord, Ohio, Oklahoma, Oregon, Pennsylvania, Rhode Island, Carolina de Sud, Dakota de Sud, Tennessee, Texas, Utah, Vermont, Virginia, Washington, Virginia de Vest, Wisconsin, Wyoming). Statele Unite ale Americii are suveranitate asupra următoarelor state: ( Guam, Comunitatea Insulelor Mariane de Nord, Puerto Rico, Samoa Americană, Insulele Virgine Americane). De asemenea, are suveranitate asupra mai multor teritorii nelocuite grupate neoficial, împreună cu insula Palmyra ca Insulele Minore Îndepărtate ale Statelor Unite: (Insula Baker, Insula Howland, Insula Jarvis, Atolul Johnston, Reciful Kingman, Atolul Midway, Insula Navassa, Insula Wake). Insulele Bajo Nuevo Bank și Banco Serranilla, subiect al unei dispute teritoriale între mai multe state, au fost atribuite de Curtea Internațională de Justiție Columbiei. Statele Unite ale Americii ocupă în urma unui contract de închiriere Baza Navală Guantanamo Bay Trei state suverane au devenit state asociate ale Statelor Unite ale Americii în cadrul Programului Compact al Asociației Libere: 1. Insulele Marshall 2. Statele Federate ale Microneziei 3. Palau |  |
| Sudan - Republica Sudan                                                |                    | Membru ONU                                                                                               | Nu | Capitala: Khartoum Sudan este o federație din 17 state. Dispută Abyei și Kafia Kingi cu Sudanul de Sud. |  |
| Sudanul de Sud - Republica Sudanul de Sud                              |                    | Membru ONU                                                                                               | Nu | Capitala: Juba Sudanul de Sud este o federație din 10 state. - Statele: ( Bahr el Ghazal de Nord, Bahr el Ghazal de Vest, Lacuri, Warab, Ecuatoria de Vest, Ecuatoria Centrală, Ecuatoria de Est, Jonglei, Unitatea, Nilul Superior). |  |
| Suedia - Regatul Suediei                                               |                    | Membru ONU                                                                                               | Nu | Membru al UE. Capitala: Stockholm Suedia este divizată în 20 comitate. |  |
| Surinam - Republica Surinam                                            |                    | Membru ONU                                                                                               | Nu | Capitala: Paramaribo Surinam este divizat în 10 districte |  |
| Tadjikistan1 - Republica Tadjikistan                                   |                    | Membru ONU                                                                                               | Nu | Capitala: Dușanbe Tadjikistan este divizată în 4 provincii. Tadjikistan conține 1 regiune autonomă, provincia autonomă Gorno-Badakhshan . |  |
| Tanzania1 - Republica Unită Tanzania                                   |                    | Membru ONU                                                                                               | Nu | Tanzania face parte din Commonwealth. Capitala: Dodoma Tanzania este divizată în 30 regiuni. Tanzania conține 1 regiune autonoma, Zanzibar. |  |
| Thailanda - Regatul Thailandei                                         |                    | Membru ONU                                                                                               | Nu | Capitala: Bangkok Thailanda este divizată în 76 provincii. |  |
| Timorul de Est'24 - Republica Democrată a Timorului de Est             |                    | Membru ONU                                                                                               | Nu | Capitala: Dili Timorul de Est este divizat în 13 districte. |  |
| Togo - Republica Togoleză                                              |                    | Membru ONU                                                                                               | Nu | Capitala: Lomé Togo este divizat în 5 regiuni. |  |
| Tonga - Regatul Tonga                                                  |                    | Membru ONU                                                                                               | Nu | Tonga face parte din Commonwealth. Capitala: Nuku'alofa Tonga este divizată în 5 diviziuni. |  |
| Trinidad-Tobago1 - Republica Trinidad și Tobago                        |                    | Membru ONU                                                                                               | Nu | Trinidad și Tobago face parte din Commonwealth. Capitala: Port of Spain Trinidad și Tobago este divizat în 14 corporații regionala și municipalități. Trinidad și Tobago conține o regiune autonomă, Tobago. |  |
| Tunisia - Republica Tunisia                                            |                    | Membru ONU                                                                                               | Nu | Capitala: Tunis Tunisia este divizată în 24 guvernorate. |  |
| Turcia - Republica Turcia                                              |                    | Membru ONU                                                                                               | Nu | Capitala: Ankara Turcia este divizată în 81 provincii. |  |
| Turkmenistan                                                           |                    | Membru ONU                                                                                               | Nu | Capitala: Așgabat Turkmenistan este divizat în 5 provincii |  |
| Tuvalu                                                                 |                    | Membru ONU                                                                                               | Nu | Tuvalu face parte din Commonwealth Capitala: Funafuti Tuvalu este divizat în 9 districte insulare |  |
| Ucraina1                                                               |                    | Membru ONU                                                                                               | Nu | Capitala: Kiev Ucraina este divizată în 24 regiuni și o republică autonomă Republica Autonomă Crimeea inclusiv orașul Sevastopol componente de jure ale Ucraiei, au devenit, în urma unui referemdum contestat, componente de facto ale Federatiei Ruse, act recunoscut parțial pe plan internațional.(vezi Anexarea Crimeei de către Federația Rusă) Pe teritoriul Ucrainei s-au proclamat statele independente de facto 1. Republica Populară Donețk 2. Republica Populară Lugansk |  |
| Uganda - Republica Uganda                                              |                    | Membru ONU                                                                                               | Nu | Uganda face parte din Commonwealth. Capitala: Kampala Uganda este divizată în 4 regiuni. |  |
| Ungaria - Republica Ungară                                             |                    | Membru ONU                                                                                               | Nu | Membru al UE. Capitala: Budapesta Ungaria este divizată în 19 comitate. |  |
| Uruguay - Republica Orientală Uruguay                                  |                    | Membru ONU                                                                                               | Nu | Capitala: Montevideo Uruguay este divizată în 19 departamente. |  |
| Uzbekistan1 - Republica Uzbekistan                                     |                    | Membru ONU                                                                                               | Nu | Capitala: Tașkent Uzbekistan este divizat în 12 provincii. Uzbekistan conține 1 regiune autonomă, Karakalpakstan. |  |
| Vanuatu - Republica Vanuatu                                            |                    | Membru ONU                                                                                               | Nu | Vanuatu face parte din Commonwealth. Capitala: Port Vila Vanuatu este divizat în 6 provincii. |  |
| Vatican - Statul Cetății Vaticanului                                   |                    | Stat observator ONU sub denumirea de "Sfântul Scaun"; membru a trei agenții specializate ale ONU și AIEA | Nu | Cetatea Vaticanului este guvernată de funcționari numiți de Papa, care este episcopul Diecezei de Roma și suveran ex officio a Vaticanului. |  |
| Venezuela 2 - Republica Bolivariană a Venezuelei                       |                    | Membru ONU                                                                                               | Nu | Capitala: Caracas Venezuela este o federație de 23 de state, 1 district al capitalei și dependențe federale. |  |
| Vietnam - Republica Socialistă Vietnam                                 |                    | Membru ONU                                                                                               | Nu | Capitala: Hanoi Vietnam este divizat în 58 provincii. |  |
| Yemen - Republica Yemen                                                |                    | Membru ONU                                                                                               | Nu | Capitala: Sana'a Yemen este divizat în 21 guvernorate. |  |
| Zambia - Republica Zambia                                              |                    | Membru ONU                                                                                               | Nu | Zambia face parte din Commonwealth. Capitala: Lusaka Zambia este divizată în 10 provincii. |  |
| Zimbabwe - Republica Zimbabwe                                          |                    | Membru ONU                                                                                               | Nu | Capitala: Harare Statul este format din 8 provincii și 2 orașe cu statut de provincie: |  |